# Багацохуровский аймак
Багацохуровский аймак — один из аймаков Яндыко-Мочажного улуса. Население аймака относится к родам заамут, тайчиут, шонтол, хапчин, зюнгар, ашвахин.

## История
Группа родов аймака (заамут, тайчиут, шонтол, хапчин, зюнгар, ашвахин) перекочевала на данную территорию из Багацохуровского улуса. Эти места являлись в свое время зимними кочевьями, но со временем часть населения решила осесть в мочагах. Занимались в большей степени рыбной ловлей, а также скотоводством и охотой.

## Этнический состав
Аймак состоит из нескольких родов:
• заамут (заамд)
• тайчиут (тәәчүд)
• шонтол (шонтл)
• хапчин (хавчн)
• зюнгар (зүнһар)
• ашвахин (ашвахн)
Каждый из родов имеет свою родовую территорию, место поклонения предкам (где располагались родовые хурулы).

## Хурулы
Замутов малый хурул (калм. Заамдын баһ хурл) — хурул рода заамут Багацохуровского аймака. Он же известен как Малокараванненский хурул.
Тайджин хурул.
Шонтолов хурул (калм. Шонтла хурл) — также известен как Гоманг хурул. Располагался южнее ерика Кунькунинский. Кочевал вместе с хотоном рода Шонтол (Шонтла хотн).

## Населенные пункты
Яр-Базар
Кунькуня
Марсым
Бичкн-Шоха
Школьный
Давста
Шумулдук
Тавн-Булунг
Тарань
Барга
Кюктя
Могута